# 麻生真里
麻生 真里（あそう まり、1月19日）は日本の車椅子モデル、タレント、歌手である。

## 人物・来歴
出典
- 高校生の時スカウトされタレント活動を開始。
- その後シンガー活動も開始。
- 麻双 真里から現在の麻生 真里へと改名。
- 特技はヴァイオリン・聴音。
- 元はサンミュージックにタレントとして所属していたが、交通事故が原因で車椅子となるが現在フリーでタレント、モデル、シンガー活動を続ける。
- 2022年より自身のバンド活動以外に日本初の医療介護看護福祉従事者と障害のある方で構成された、福祉アイドルグループGRITTERをプロデュース、リーダーを務める。障害のある方も参加できるbloom撮影会、企画運営を務める[2]。

## 主な出演作品

### テレビ
- ワンダフル
- ココリコミラクルタイプ
- あんぐらNOW!
- ムコ殿2003
- 踊る!さんま御殿!!
- ザ!世界仰天ニュース
- スパスパ人間学
- 中居正広の金曜日のスマたちへ
- ひざくりげ
- おまかせテレビ
- コギャルストリート
- クイズ赤恥青恥
- 怒りオヤジ3
- バリバラ
- ハートネットTV
- 大失敗選手権

### VP
- 日本ハム
- NTTドコモ
- 牛角
- 賃貸住宅ニュース

### CM
- フェスティバルゲート
- アートクレイ

### WEB-TV
- あっ!とおどろく放送局
- ウマニティ（アシスタント）（2008年9月5日）
- 「紅音ほたる!満潮!絶好調!」（GyaOジョッキー）（2009年1月21日）
- 「超サンミュージック三拍子ナイト」（GyaOジョッキー）（2009年3月26日）
- 「ダブルブッキングのチョメらナイト3」（アメーバビジョン）

### ラジオ
- 「MALTAピップ・ミュージックロード」（ABCラジオ）
- うりうり最前線インディーズチアアップ（USEN440）
- 麻双真里のフェラチ王国（2007年5月7日 ‐ 9月23日）
- 「中本賢のガサガサ探検隊」（ラジオ日本・2008年2月7日）
- 「義家弘介Y-Y-Y」（FMヨコハマ）
- 「元爆＆敬一のラジオDEシクヨロ!」（ラジオ日本・ななめ45°がゲストの際、悶悶歌劇団の曲が紹介された）
- 『ラジカルリーグ丁半コロコロの「どすこい！」』（FM FUJI・2008年6月18日）
- 「男汁」（SBCラジオ）
- 「RADIOKING」（FM豊橋）

### ファッションショー
- バリコレ モデル （NHKバリバラ）
- チバフリ モデル（tenboモデル）
- ふくおかカイゴつながるフェスティバル（アトリエエスプリローブモデル）
- トヨタハートフルプラザ（アトリエエスプリローブモデル）

### 配信
- 麻生真里の私は車椅子で歩く（Voicy）
- 麻生真里オフィシャル（Youtube）
- 麻生真里（TikTok）
- 麻生真里の一句でイクぅ～（ポッドキャスト）

## 雑誌
- Ray
- 関西ウォーカー
- deview
- メルチョ
- あでるは
- ChouChou
- 日刊ゲンダイ
- cocolife

## 所属バンド
- 麻生真里VS悶悶歌楽団
- はままつフラワーパーク専属ソリスト
- 麻生真里プロデュース 福祉アイドルGRITTER
  - 2021年 - 難病克服支援 MTB映画祭2021  - 佳作(監督/出演)「闘病されている皆様へ」[3]
  - 2023年2月18日 - 令和4年度 第2回 つながる音楽会 出演[4]

## ライブ活動

### バンド
- 悶悶歌楽団（2005年 - ）

【活動場所 ‐ 渋谷take off7・渋谷多作・秋葉原derss tokyo・渋谷NOB・渋谷CAMP・渋谷club asia・渋谷DESEO · 尼崎arrow】

### ソロ
- 麻生真里ソロライブ（2006年 - ）

【活動場所 ‐ 新宿FNV・新宿SACT・池袋3tri・かまくりかまきりぃ· 新宿FMV · 渋谷nob 他（Tokyo BorderlessTV）】

### お笑い
- サンミュージックGET事務所ライブ（2009年）
- ガールズガーデン（2009年）

## CDアルバム
- PISTON（2006年6月25日・悶悶歌楽団名義）
- Spirit Finger 1st（2008年4月25日・オムニバス）ASIN B0015RA8TA
- 発射（2008年6月25日・麻生真里vs悶悶歌楽団名義）ASIN B0019N1RKE
- 絶頂（2023年1月19日・麻生真里vs悶悶歌楽団名義）ASIN B0BR7SCBQ8